# ファニー・クラマジラン
ファニー・クラマジラン（Fanny Clamagirand、1984年 - ）は、フランスのヴァイオリン奏者。
元々ピアノを学ぶ予定だったが、ピアノ教室に空きがなく、ヴァイオリンを学ぶことになった。10代の頃には既に音楽を生業にすることを決めていたという。
コンクール歴としては2005年にウィーンのフリッツ・クライスラー国際コンクールで1位に輝いたり、モンテカルロのヴァイオリン・マスターズでレーニエ三世賞を受賞したりしている。
CDを複数リリースしており、2024年10月3日にDiscogsサイトを閲覧した時点では、マルコ・ポーロから1枚、ミラーレから1枚、イザイ・レコーズから1枚、ナクソスから4枚の計7枚のCDのリリースが確認できる。